# Cecilia Prugna
Cecilia Prugna (Pisa, 7 novembre 1997) è una calciatrice italiana, centrocampista offensivo del Parma.

## Carriera

### Club
Prugna si appassiona al calcio fin da giovanissima, iniziando l'attività agonistica all'età di 7 anni nelle formazioni giovanili miste della squadra del suo paese di residenza.
In seguito veste la maglia del Castelfranco, società con la quale per la prima volta in una formazione interamente femminile e con la quale, inserita in rosa con la prima squadra, fa il suo debutto in Serie A2, l'allora secondo livello del campionato italiano femminile di calcio, a 14 anni, già dalla 1ª giornata del campionato 2012-2013. In quella stessa stagione sigla la sua prima rete in campionato, quella in cui al 93' assicura alla sua squadra la vittoria per 1-0 sulle avversarie dell'Alba due settimane più tardi.
Prugna rimane legata alla società per altre tre stagioni, con la squadra che dopo due campionati dove ottiene un'agevole salvezza con risultati da centro classifica, acquista competitività nel campionato di Serie B 2015-2016. Condivide con le compagne il campionato giocato sempre ad alto livello e costantemente nelle prime posizioni, dovendo cedere al suo termine solo al Cuneo, unica squadra a battere le toscane durante la stagione, il primo posto nel girone C e la conseguente promozione in Serie A, conseguendo inoltre un lusinghiero risultato in Coppa Italia raggiungendo le semifinali.
Durante l'estate 2016 l'Empoli maschile decide di istituire una sua sezione femminile rilevando la quota maggioritaria del Castelfranco e iscrivendo al suo posto per la stagione di Serie B 2016-2017 la squadra dell'Empoli Ladies che giocherà con simboli, maglie e colori sociali della squadra maschile. Prugna viene confermata anche dalla nuova realtà societaria condividendo con l'organico, largamente basato sulla squadra della stagione precedente, il campionato di vertice con le uniche avversarie in grado di alternarsi alla prima posizione, la Novese (ex Accademia Acqui), ma che alla fine vedranno le toscane conquistare la prima posizione e la promozione in Serie A. Con 13 reti su 16 incontri giocati in campionato risulta la seconda marcatrice della squadra a pari merito di Giulia Mastalli e a una sola lunghezza dal bomber Norma Cinotti, ai quali si aggiungono i 6 centri in Coppa Italia che le assicurano il primato di capocannoniera assoluta della stagione.
La prima stagione nel campionato di vertice si rivela impegnativa per Prugna e compagne, con la squadra che stenta a uscire dalla parte bassa della classifica; il tabellino a fine stagione è di 22 presenze totali, delle quali 3 in Coppa Italia con 3 reti all'attivo tutte in campionato. L'Empoli, con sole 3 vittorie e 2 pareggi, totalizza 11 punti e conclude il campionato al dodicesimo e ultimo posto, con conseguente retrocessione in Serie B.
La centrocampista rimane anche per la stagione successiva, presente in tutti i 22 incontri di campionato e marcando 6 reti, con la squadra che nel campionato cadetto, tornato a girone unico, dopo un inizio altalenante dalla decima giornata raggiunge il secondo posto mantenendolo fino alla fine, posizione che consente alla squadra la nuova promozione in Serie A.
Al termine della stagione 2021-2022, l'Empoli Ladies FBC è stato ceduto al Parma Calcio 1913, che ne ha cambiato identità e denominazione; il 7 agosto 2022, Prugna è stata ingaggiata dalla Roma, che l'ha contestualmente girata in prestito secco alla Sampdoria.
L'11 agosto 2023, viene ceduta in prestito per una stagione al Sassuolo, sempre in massima serie. Nella sua prima stagione in maglia neroverde, colleziona 21 partite, due reti e due assist in campionato, contribuendo al quarto posto finale della squadra. Il 13 luglio 2024, il suo prestito al club emiliano viene rinnovato per un'altra annata.
A dicembre Prugna subisce un infortunio in allenamento, un trauma distorsivo al ginocchio sinistro che dopo gli accertamenti si palesa in una lesione del legamento crociato anteriore, rendendo di conseguenza necessario un intervento in artroscopia dall'esito positivo prima della fine dell'anno.
Il 14 agosto 2025 viene acquistata dal Parma, neopromosso in massima serie.

### Nazionale
Prugna inizia ad essere convocata dalla Federazione Italiana Giuoco Calcio (FIGC) dal 2016, chiamata dal tecnico federale Enrico Sbardella per sostituire l'indisponibile Sofia Del Stabile nella formazione Under-19 contro quella Under-23 del 9 febbraio, e dove è autrice della seconda rete della sua squadra. Tuttavia non si concretizzano altre occasioni e Prugna non riesce più ad indossare la maglia azzurra.
Prugna ha fatto il suo esordio nella nazionale maggiore, allenata da Milena Bertolini il 14 giugno 2021 in occasione di un'amichevole contro l'Austria, vinta per 3-2, scendendo in campo nei minuti finali della partita.

## Statistiche

### Presenze e reti nei club
Statistiche (parziali) aggiornate al 7 dicembre 2024.
| Stagione            | Squadra             | Campionato          | Campionato | Campionato | Coppe nazionali | Coppe nazionali | Coppe nazionali | Coppe internazionali | Coppe internazionali | Coppe internazionali | Altre coppe | Altre coppe | Altre coppe | Totale | Totale |
| Stagione            | Squadra             | Comp                | Pres       | Reti       | Comp            | Pres            | Reti            | Comp                 | Pres                 | Reti                 | Comp        | Pres        | Reti        | Pres   | Reti   |
| ------------------- | ------------------- | ------------------- | ---------- | ---------- | --------------- | --------------- | --------------- | -------------------- | -------------------- | -------------------- | ----------- | ----------- | ----------- | ------ | ------ |
| 2012-2013           | Castelfranco        | A2                  | ?          | ?          | CI              | ?               | ?               |                      | -                    | -                    |             | -           | -           | ?      | ?      |
| 2013-2014           | Castelfranco        | B                   | ?          | ?          | CI              | ?               | ?               |                      | -                    | -                    |             | -           | -           | ?      | ?      |
| 2014-2015           | Castelfranco        | B                   | ?          | ?          | CI              | ?               | ?               |                      | -                    | -                    |             | -           | -           | ?      | ?      |
| 2015-2016           | Castelfranco        | B                   | ?          | ?          | CI              | ?               | ?               |                      | -                    | -                    |             | -           | -           | ?      | ?      |
| Totale Castelfranco | Totale Castelfranco | Totale Castelfranco | 62         | 15         |                 | ?               | ?               |                      | -                    | -                    |             | -           | -           | 62+    | 15+    |
| 2016-2017           | Empoli              | B                   | 16         | 13         | CI              | ?               | 6               |                      | -                    | -                    |             | -           | -           | 16+    | 19     |
| 2017-2018           | Empoli              | A                   | 19         | 3          | CI              | 3               | 0               |                      | -                    | -                    |             | -           | -           | 22     | 3      |
| 2018-2019           | Empoli              | B                   | 22         | 6          | CI              | 2               | 0               |                      | -                    | -                    |             | -           | -           | 24     | 6      |
| 2019-2020           | Empoli              | A                   | 16         | 5          | CI              | 1               | 1               |                      | -                    | -                    |             | -           | -           | 17     | 6      |
| 2020-2021           | Empoli              | A                   | 22         | 8          | CI              | 3               | 1               |                      | -                    | -                    |             | -           | -           | 25     | 9      |
| 2021-2022           | Empoli              | A                   | 15         | 3          | CI              | 3               | 0               |                      | -                    | -                    |             | -           | -           | 18     | 3      |
| Totale Empoli       | Totale Empoli       | Totale Empoli       | 123        | 39         |                 | 12+             | 8               |                      | -                    | -                    |             | -           | -           | 135+   | 47     |
| 2022-2023           | Sampdoria           | A                   | 13         | 0          | CI              | 2               | 1               |                      | -                    | -                    |             | -           | -           | 15     | 1      |
| 2023-2024           | Sassuolo            | A                   | 21         | 2          | CI              | 3               | 0               |                      | -                    | -                    |             | -           | -           | 24     | 2      |
| 2024-2025           | Sassuolo            | A                   | 12         | 1          | CI              | 1               | 0               |                      | -                    | -                    |             | -           | -           | 13     | 1      |
| Totale Sassuolo     | Totale Sassuolo     | Totale Sassuolo     | 33         | 3          | -               | 4               | 0               | -                    | -                    | -                    | -           | -           | -           | 37     | 3      |
| 2025-2026           | Parma               | A                   | 0          | 0          | CI              | 0               | 0               | -                    | -                    | -                    | AWC         | 0           | 0           | 0      | 0      |
| Totale carriera     | Totale carriera     | Totale carriera     | 231        | 57         |                 | 18+             | 9+              |                      | -                    | -                    |             | -           | -           | 249+   | 66+    |

### Cronologia presenze e reti in nazionale
| Cronologia completa delle presenze e delle reti in nazionale ― Italia | Cronologia completa delle presenze e delle reti in nazionale ― Italia | Cronologia completa delle presenze e delle reti in nazionale ― Italia | Cronologia completa delle presenze e delle reti in nazionale ― Italia | Cronologia completa delle presenze e delle reti in nazionale ― Italia | Cronologia completa delle presenze e delle reti in nazionale ― Italia | Cronologia completa delle presenze e delle reti in nazionale ― Italia | Cronologia completa delle presenze e delle reti in nazionale ― Italia |
| Data                                                                  | Città                                                                 | In casa                                                               | Risultato                                                             | Ospiti                                                                | Competizione                                                          | Reti                                                                  | Note                                                                  |
| --------------------------------------------------------------------- | --------------------------------------------------------------------- | --------------------------------------------------------------------- | --------------------------------------------------------------------- | --------------------------------------------------------------------- | --------------------------------------------------------------------- | --------------------------------------------------------------------- | --------------------------------------------------------------------- |
| 10-4-2021                                                             | Firenze                                                               | Italia                                                                | 1 – 0                                                                 | Islanda                                                               | Amichevole                                                            | -                                                                     | 46’                                                                   |
| 14-6-2021                                                             | Wiener Neustadt                                                       | Austria                                                               | 2 – 3                                                                 | Italia                                                                | Amichevole                                                            | -                                                                     | 79’                                                                   |
| Totale                                                                |                                                                       | Presenze                                                              | 2                                                                     |                                                                       | Reti                                                                  | 0                                                                     |                                                                       |

## Palmarès
- Campionato italiano di Serie B: 1

Empoli: 2016-2017